# Atentado a la embajada de Israel en Argentina
El atentado a la Embajada de Israel en Argentina sucedió el martes 17 de marzo de 1992 y causó 22 muertos y 242 heridos.

 El ataque destruyó completamente la sede de la embajada y del consulado, ubicadas en los números 910 y 916 de la calle Arroyo de la ciudad de Buenos Aires. El atentado fue investigado por la Corte Suprema de Justicia, sin identificar ningún sospechoso y sin que hasta 2025 se haya elevado la causa a juicio.
El atentado se relaciona cronológicamente con otros atentados terroristas contemporáneos, como el atentado a la AMIA el 18 de julio de 1994 también en Buenos Aires, en el que murieron 85 personas -en 2015 se inició el juicio oral contra varios exfuncionarios y dirigentes comunitarios-, y el atentado del 4 de noviembre de 1995 en el que el primer ministro de Israel, Isaac Rabin fuera asesinado en Tel Aviv por un terrorista judío ortodoxo.
En 2022 una investigación del Mossad desligó a Irán de actuar con agentes operativos en los ataques contra la AMIA y la embajada, e identificó a los terroristas que integraron el grupo.

## El atentado

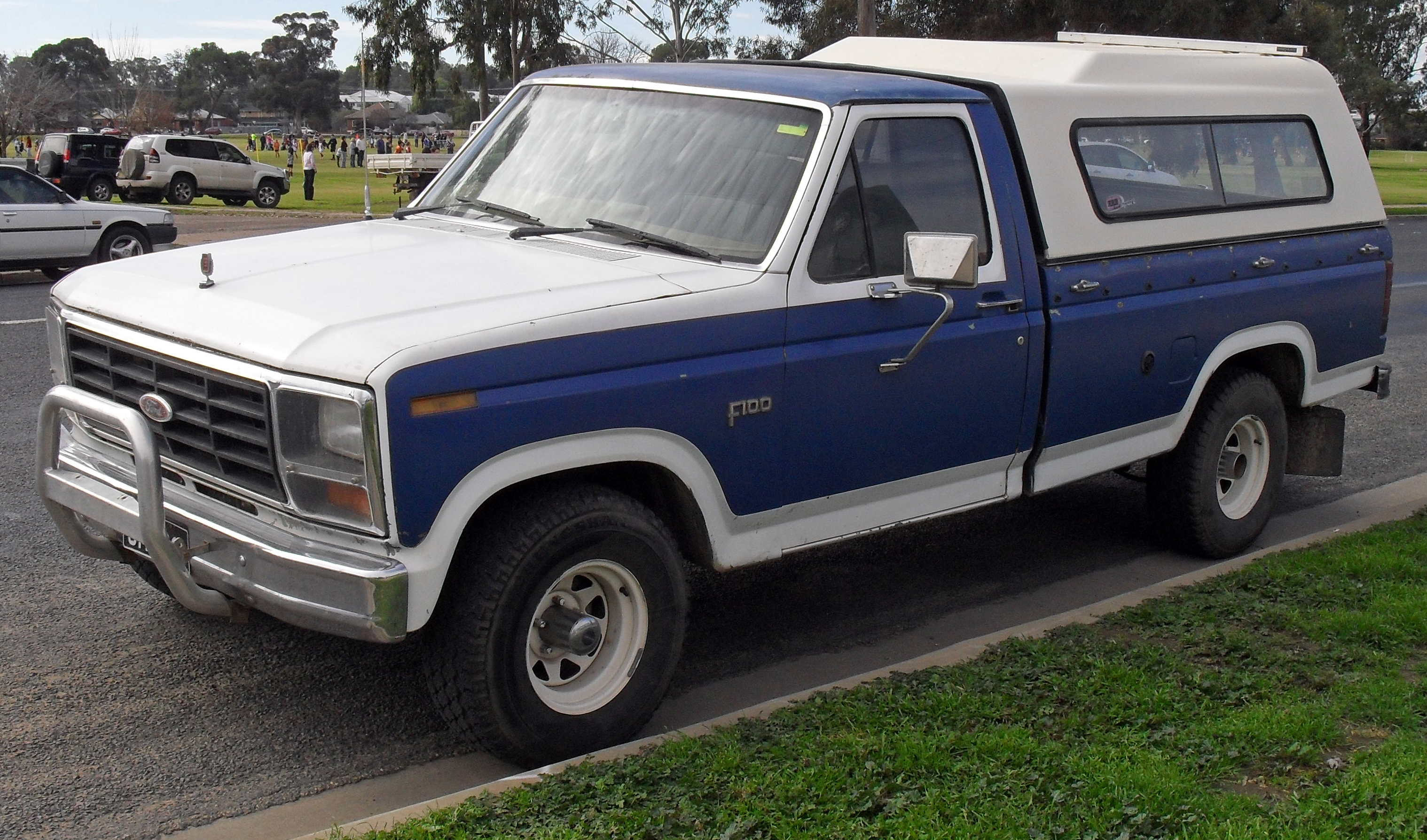
Ford F-100. Uno similar fue cargado con explosivos y estrellado frente al edificio.

El ataque terrorista a la embajada israelí en Buenos Aires ocurrió el martes 17 de marzo de 1992 a las 14:45 (hora local) cuando una camioneta Ford F-100 conducida por un suicida y cargada con explosivos fue estrellada contra el frente del edificio de la Embajada de Israel, localizada en la esquina de Arroyo y Suipacha, causando la destrucción de la embajada, y daños a una iglesia católica y una escuela ubicada en un edificio cercano. En el atentado terrorista murieron 22 personas, entre israelíes y argentinos e hirió a otras 242. Fue el peor ataque contra una misión diplomática israelí y el segundo peor ataque terrorista en la historia de Argentina. Se cree que los autores del ataque ingresaron al país a través de la Triple frontera, el área donde confluyen las fronteras de Argentina, Paraguay y Brasil.
Dos años después, el 18 de julio de 1994, un coche bomba estalló en un atentado terrorista contra la AMIA frente a al edificio de dicha organización. La AMIA, la organización mutual judía más importante del país, también en Buenos Aires, lo que tuvo como resultado la muerte de 85 personas.

## Hipótesis de Carlos Menem
En el año 2004, Carlos Menem, quien fuera presidente de Argentina entre 1989 y 1999 declaró en una entrevista que el hecho de haber sido el único presidente argentino que visitó Israel pudo haber sido lo que haya ofendido a estas organizaciones terroristas. Y a continuación agregó: «Lo otro que puede ser es el envío de las naves argentinas al Golfo con motivo de la invasión de Irak a Kuwait». 

El envío de dos buques de guerra al Golfo, en 1991, para reforzar la coalición liderada por Estados Unidos contra Irak, fue un hecho representativo del estilo de la política exterior que siguió el gobierno argentino durante la presidencia de Menem.

## Investigación
Se realizaron varias investigaciones del atentado en Estados Unidos, Israel y Argentina.

### Investigaciones en Estados Unidos
En Estados Unidos el atentado fue investigado por el FBI sin que diera a conocer públicamente sus resultados y por la jueza Ellen Segal Huvelle, quien en 2008 condenó a Irán a indemnizar a los familiares de una de las víctimas. El fallo de la jueza Segal Huvelle atribuye el atentado a la organización Hezbolá con el apoyo de Irán y sostiene que murieron 29 personas, sin identificarlas, desconociendo el dato real de 22 personas asesinadas. También sostiene que el atentado fue realizado mediante un coche bomba detonado en la calle por un perpetrador suicida. El fallo aclara que la prueba en la que se apoya para dar por ciertos los hechos mencionados es la declaración de Patrick L. Clawson, un asesor independiente de la CIA, la Agencia Nacional de Seguridad y el Departamento de Estado de los Estados Unidos, descripto en el fallo como "experto en asuntos iraníes".

### Investigaciones en Israel
En Israel el Mosad investigó el atentado sin dar a conocer los resultados, pero en marzo de 2010, el embajador de Israel en Argentina, Daniel Gazit declaró a la prensa que Israel había eliminado a los autores del atentado.
En 2022 un informe final del Mossad identificó a los miembros del grupo operativo, todos libaneses, y afirmó que varios de ellos estaban vivos, solicitando la detención internacional de los mismos (ver Informe del Mossad de 2022).

### Investigación en Argentina
En Argentina la investigación del caso correspondió a la Corte Suprema debido a que los artículos 116 y 117 de la Constitución argentina establecen la "competencia originaria" de ese tribunal cuando se trata de asuntos relacionados con embajadores, ministros y cónsules extranjeros. La causa tramita por expediente 143/1992. Originalmente estuvo a cargo de Alfredo Bisordi, secretario penal de la Corte, bajo supervisión del presidente del tribunal, Ricardo Levene (hijo). Hasta 2015 la causa investigada por la Corte no había sido elevada a juicio.
En 1997 la causa fue encomendada al secretario Esteban Canevari. El 23 de diciembre de 1999 la Corte Suprema dictó una acordada estableciendo que los muertos habían sido 22 (y no 29 como se había informado oficialmente los años anteriores) y que la investigación debía orientarse a reunir las pruebas que establecieran la certeza de que el atentado había sido realizado por la Jihad islámica, brazo armado del Hezbolá, mediante un coche bomba para el que se utilizó una Ford F-100, comprada a un fotógrafo policial por un hombre con un documento a nombre de un ciudadano brasileño, Ribeiro Da Luz. Por esa resolución se dictó también una orden de captura contra Imad Mughnyah, fallecido en 2008.
En 2015, el presidente de la Corte Suprema Ricardo Lorenzetti declaró públicamente que en la causa había cosa juzgada debido a la acordada de 1999. La declaración produjo confusión ya que en 2006 la Corte Suprema había dictado en la causa una resolución estableciendo que la misma no había prescripto.

## Diversas hipótesis oficiales
Inicialmente se realizaron pericias por parte de la Policía Federal y Gendarmería. Ambas coincidieron en que había sido un coche bomba, pero discrepaban en el explosivo utilizado: trotyl y pentrita, para la policía; hexógeno con algún tipo de iniciador, para la Gendarmería.
En 1996 la Corte Suprema cambió la hipótesis e informó que en atención a los resultados de la pericia realizada por la Academia Nacional de Ingeniería podía establecerse "con cierto grado de certeza" que el atentado fue consecuencia de una explosión sucedida en el interior del edificio.
En 1999, por la acordada dictada el 23 de diciembre, la Corte volvió a cambiar de hipótesis y sostuvo que el atentado había sido realizado con un coche bomba, precisando que podría haber sido una camioneta Ford F-100.

## Informe del Mossad de 2022

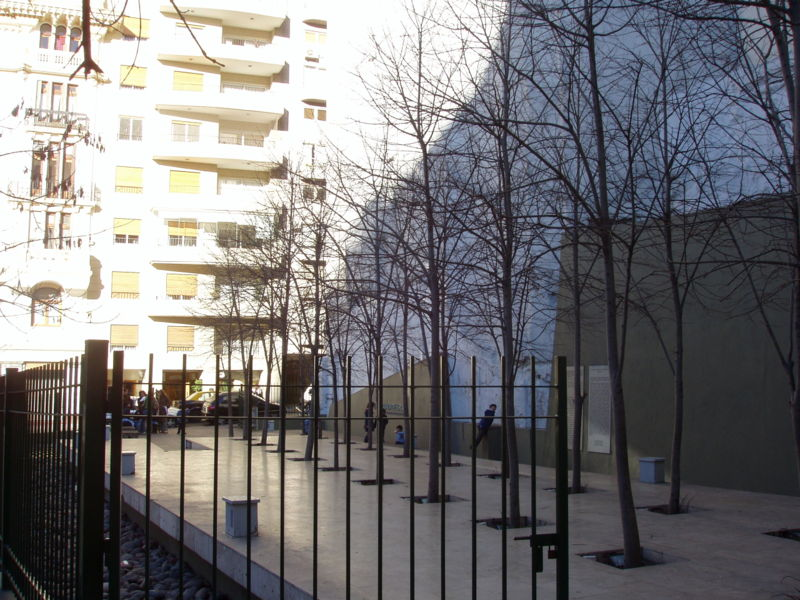
Los árboles de tilo en la Plaza Embajada de Israel, Buenos Aires, Argentina. Plantados en memoria de cada una de las víctimas del atentado terrorista en la embajada de Israel.

En 2022 la agencia de inteligencia Mossad de Israel, dio a conocer al periodista israelí Ronen Bergman, del New York Times, un informe escrito sobre los atentados a la AMIA y a la embajada de Israel en Buenos Aires, de 1992, quien a su vez publicó un resumen del mismo. El informe realiza un relato detallado de la forma en que se planearon los ataques y sostiene que el material para los explosivos ingresó como contrabando a la Argentina en botellas de champú y cajas de chocolate.
El Mossad aclara que piensa que la operación fue realizada por el Hezbolá y que aún cree que Irán aprobó y financió los atentados, y entrenó al equipo, pero «las averiguaciones refutan las afirmaciones sostenidas por mucho tiempo por Israel, Argentina y Estados Unidos» de que Irán  tuviera un papel operativo. La agencia israelí sostiene también que no hubo funcionarios ni ciudadanos argentinos cómplices de los ataques.
Según el informe, ambos atentados fueron ejecutados en venganza por las operaciones israelíes contra la milicia chiita en Líbano y para ello Hezbolá utilizó una infraestructura secreta que había preparado desde 1988, en Buenos Aires y otros sitios de Sudamérica.
Para el Mossad, el ataque fue realizado por tres personas, dos de las cuales se encuentran vivas. El agente muerto sería Imad Mughniyeh, jefe de la unidad terrorista, quien murió en una operación conjunta israelí y estadounidense en 2008.
Los atentados fueron desencadenados, siempre según el Mossad, por el asesinato a manos de Israel, de Abbas al-Musawi, el 16 de febrero de 1992. Para responder Hezbolá habría enviado a la Argentina a Hassan Karaki, con un pasaporte brasileño falsificado a Buenos Aires, donde compró la camioneta usada en el primer atentado. El comandante adjunto del grupo fue Talal Hamia, también enviado a Buenos Aires, donde contactó al libanés Muhammad Nur al-Din, que había emigrado a Brasil, y aceptó ser el atacante suicida.
El reporte indica también que el Mossad cometió varios errores y subestimaciones de la información en su poder que facilitaron los atentados. Ante la eventualidad de que pudiera haber intervenido en las operaciones agentes o funcionarios iraníes, el entonces director de la Mossad, Shabtai Shavit, ordenó el monitoreo de la embajada iraní en Buenos Aires, sin detectar ninguna actividad inusual. El informe afirma que, debido a que la red operativa de Hezbolá “no fue expuesta y neutralizada después del ataque a la Embajada de Israel”, pudieron “ejecutar un ataque aún más mortal” en la AMIA.
El hecho que desencadenó el ataque a la AMIA, fue un ataque realizado el 2 de junio de 1994, por la Fuerza Aérea Israelí contra un campamento de Hezbolá en Líbano, donde fueron asesinadas 50 personas. El mismo grupo del Hezbolá causó el derribo de un avión de pasajeros panameño al día siguiente, con 21 pasajeros muertos, de los cuales doce eran 12 líderes de la comunidad judía panameña.
Al publicar la noticia, el New York Times concluyó que:

Los atentados en Argentina cambiaron las reglas del juego entre Hezbolá e Israel, y provocó que Israel fuera más reacio a intentar asesinar a altos miembros de la organización por temor a represalias, según cuatro exfuncionarios israelíes. Esa renuencia contribuyó a debilitar la posición de Israel contra Hezbolá a fines de la década de 1990, cuando sufrió grandes pérdidas en Líbano, lo que finalmente lo llevó a retirarse del país en mayo de 2000, dijeron los exfuncionarios. Añadieron que el temor a las represalias fue también una de las principales razones por las que Israel decidió no atacar las instalaciones nucleares iraníes en 2012.

La publicación del New York Times fue recibida con diferentes reacciones en Argentina. El fiscal Sebastián Basso declaró que una publicación periodística era insuficiente y que requeriría una confirmación oficial a Israel y el acceso al informe completo. El presidente de la DAIA, Jorge Knoblovits, sostuvo que la noticia «distrae la investigación». El abogado de la AMIA, Miguel Bronfman, afirmó que «la información carece de la más mínima seriedad». Laura Ginzberg, de APEMIA, consideró que se trataba de un reconocimiento, por parte de Israel, que las agencias de inteligencia fabricaron una versión falsa desde el principio y exigió que abrieran sus archivos.

## Plaza de la memoria

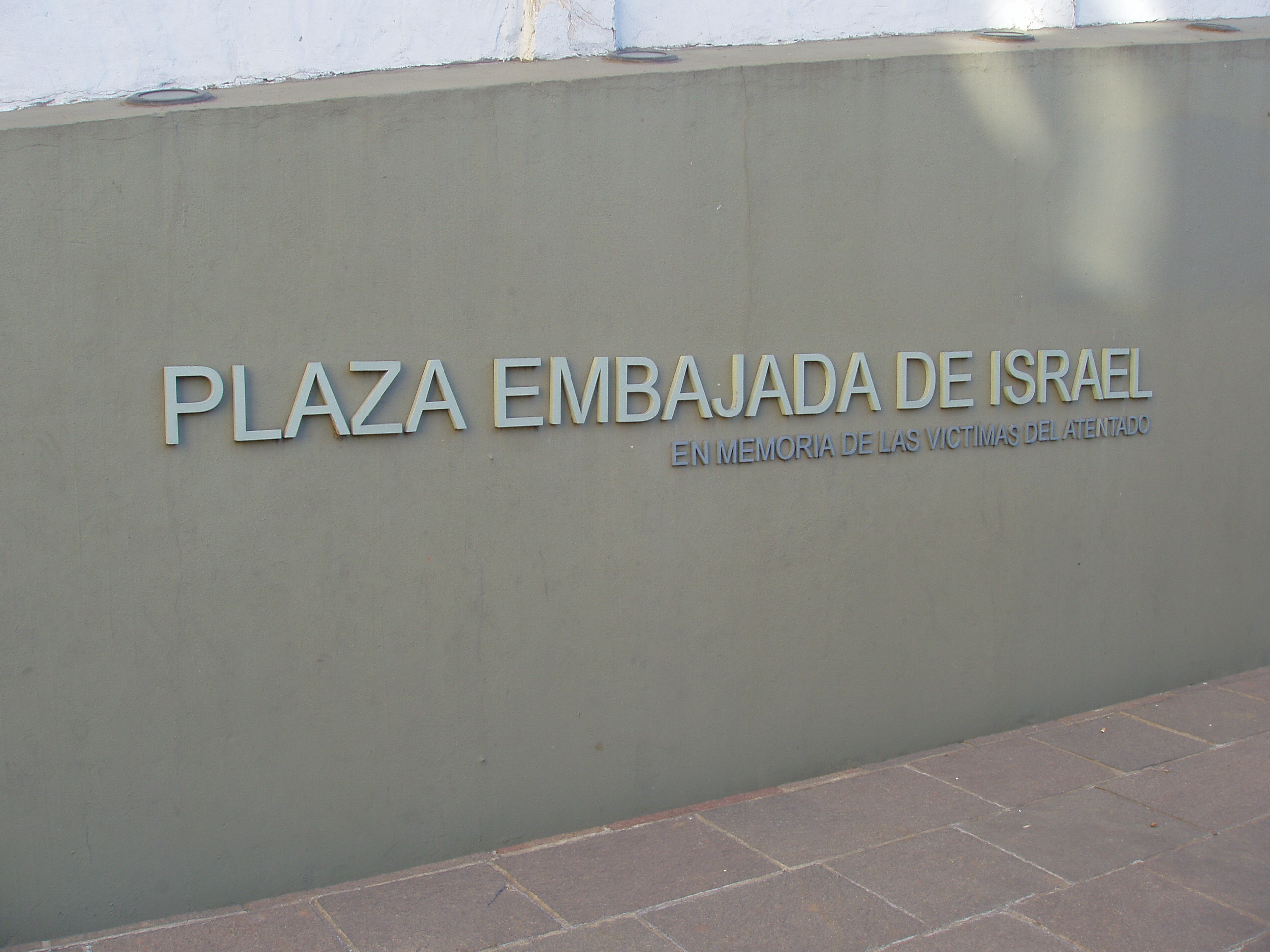
Monumento a las víctimas y al Estado de Israel por el atentado terrorista a la Embajada de Israel en Buenos Aires.

Actualmente el sitio en el que se encontraba la embajada de Israel ha sido preservado como un sitio para la memoria. Allí se ha preservado una parte del muro original de la embajada; los nombres de los Fallecidos han sido colocados en una placa y se plantaron dos líneas de tilos, cada uno de ellos simbolizando de una manera firme de recordar a cada una de las personas fallecidas. También allí se encuentra el monumento a las víctimas y al Estado de Israel por el atentado. La plaza fue inaugurada el 17 de marzo del año 2000.
Cada 17 de marzo a las 15:00, se recuerda a las víctimas del atentado en esta plaza de la memoria.
La embajada hoy en día funciona en el décimo piso de la Torre La Buenos Aires, en la Avenida de Mayo.

## En la cultura popular
- Anita, película dirigida por Marcos Carnevale.
- La banda chilena La Ley menciona el hecho en la letra de la canción «Cielo Market» del disco «Invisible» de 1995.
- Nisman: El fiscal, la presidenta y el espía. Serie documental de 6 capítulos estrenada por Netflix en enero de 2020.
- Iosi, el espía arrepentido, serie web de suspense argentina-uruguaya creada por Daniel Burman para Amazon Prime Video, cuenta la historia real de un espía de la Policía Federal Argentina que se infiltra en una comunidad judía para recabar información, que luego aparentemente fue utilizada para llevar adelante los atentados terroristas contra la Embajada de Israel en 1992 y la AMIA en 1994.[17]

- El cantante argentino León Gieco menciona los hechos en su canción «La memoria» del disco Bandidos rurales de 2001: «Todos los muertos de la AMIA, y los de la Embajada de Israel (...)».
- Descansar en Paz, dirigida por Sebastián Borensztein, retrata que el atentado sirve como excusa a su protagonista para desaparecer de sus acreedores. Estrenada en 2024 en Netflix.[18]